# Henri Gilardoni
Henri Gilardoni (Paris, 28 de janeiro de 1876 — Pargny-sur-Saulx, 21 de maio de 1937) foi um velejador francês, campeão olímpico. Ele competiu nas provas de classe 3 – 10 t realizadas nos Jogos Olímpicos de Verão de 1900 e conquistou a medalha de ouro na corrida disputada a bordo do Fémur.